# Казаков Анатолій Павлович
Анатолій Павлович Казаков (1907 — ?) — український радянський діяч, секретар Ровенського обласного комітету КПУ.

## Життєпис
Член ВКП(б) з 1928 року.
Перебував на відповідальній партійній роботі.
По липень 1946 року — відповідальний організатор організаційно-інструкторського відділу ЦК КП(б)У по Сумській області.
З липня 1946 року — заступник завідувача організаційно-інструкторського відділу ЦК КП(б)У. З 1948 року — заступник завідувача відділу організаційно-партійної роботи ЦК КП(б)У. На 1951 — січень 1954 року — завідувач сектору організаційно-статутних питань відділу партійних, профспілкових і комсомольських органів ЦК КП(б)У. З січня по жовтень 1954 року — заступник завідувача відділу партійних, профспілкових і комсомольських органів ЦК КП(б)У.
23 жовтня 1954 — 8 вересня 1962 року — секретар Ровенського обласного комітету КПУ.
З вересня 1962 року — персональний пенсіонер. Подальша доля невідома.

## Нагороди
- орден Трудового Червоного Прапора (26.02.1958)
- орден «Знак Пошани» (23.01.1948)
- ордени
- медалі